# Siergiej Dawidienkow
Siergiej Nikołajewicz Dawidienkow (ros. Сергей Николаевич Давиденков, ur. 3 sierpnia [25 sierpnia] 1880 w Rydze, zm. 2 lipca 1961 w Leningradzie) – rosyjski lekarz, neurolog, psychiatra i neuropatolog. Ojciec Nikołaja.
Studiował medycynę na Uniwersytecie Moskiewskim, doktorem medycyny został w 1904 roku. Od 1912 roku na katedrze Instytutu Medycznego dla Kobiet w Charkowie. Od 1920 do 1925 profesor neurologii na Uniwersytecie w Baku. W latach 1933–37 pracował pod kierunkiem Pawłowa. Odznaczony Orderem Lenina i Czerwonej Gwiazdy.
Był pionierem neurogenetyki, w latach 50. zaproponował skatalogowanie chorób genetycznych człowieka. Dystrofia łopatkowo-strzałkowa określana jest niekiedy jako zespół Dawidienkowa.

## Wybrane prace
- Наследственные болезни нервной системы, Moskwa 1932
- Scapuloperoneal amyotrophy. Arch Neurol Psychiatr 41, s. 694f (1939)
- Клинические лекции по нервным болезням, [в. 1-4], Л., 1952-61.